# Умовно-безплатне програмне забезпечення
Умовно-безплатне програмне забезпечення (сленгове «шаровари», англ. shareware, МФА: [ˈʃɛə(r)ˌwɛə(r)], або англ. trialware чи англ. demoware) — тип програмного забезпечення, яке безоплатно розповсюджується, але користуватися ним дозволяється лише певний проміжок часу (зазвичай 30 днів), після якого за програму необхідно заплатити. Під умовно-безплатним програмним забезпеченням можна розуміти також тип, спосіб або метод розповсюдження комерційного ПЗ на ринку (тобто на шляху до кінцевого користувача), при якому випробувачеві пропонується обмежена за можливостями (неповнофункціональна або демонстраційна версія), терміном дії (тріал-версія) або версія з вбудованим набридливим нагадуванням про необхідність оплати використання програми. В угоді про використання (ліцензії для кінцевого користувача, EULA) також може бути обумовлена заборона на комерційне або професійне (не тестове) її використання.
Основний принцип умовно-безплатних застосунків — «спробуй, перш ніж купити» (try before you buy). Застосунок, що поширюється як умовно-безплатний, надається користувачам безоплатно. Звичайно користувач платить тільки за час завантаження файлів через Інтернет або за носій (дискету чи CD-ROM). Протягом певного терміну, що становить зазвичай тридцять днів, він може користуватися програмою, тестувати її, освоювати її можливості.
Якщо після закінчення цього терміну користувач вирішить продовжити використання застосунку, він зобов'язаний купити його (зареєструватися), заплативши авторові певну суму. В іншому випадку користувач повинен припинити використання застосунку та видалити його зі свого комп'ютера.

## Різновиди

### Postcardware
Postcardware, яке часто називають просто «cardware» — це різновиди умовно-безплатного програмного забезпечення, яке поширюється автором за умови що користувачі надішлють йому поштову листівку. Також існує різновид Emailware, коли користувача просять послати автору email. Postcardware, подібно до beerware не є примусовим.
Вперше концепцію використав Арон Джилс, автор JPEGView. Іншим відомим прикладом postcardware є roguelike гра Ancient Domains of Mystery, автор якої збирає листівки зі всього світу. Exifer, популярний додаток для цифрових фотографів був postcardware. Linux довгий час був postcardware. Прикладом emailware є відеогра Jump 'n Bump. Компанія Spatie випустила понад 200 пакетів з відкритим кодом для фреймворка Laravel, і всі вони ліцензовані як postcardware.